# Спаржа густоцветковая
Спаржа густоцветковая (лат. Asparagus densiflorus) — вечнозелёное многолетнее растение, вид однодольных растений рода Спаржа (Asparagus) семейства Спаржевые (Asparagaceae). Иногда встречается под транслитерированным синонимом Аспарагуc мириокладус. Естественный ареал — юг Африки от Мозамбика до ЮАР. Широко культивируется, в том числе как комнатное растение.

## Ботаническое описание
Спаржа густоцветковая — прямостоячее, многолетнее деревянистое травянистое растение. Ветви изящно изогнутые, напоминающие папоротник; листья очерёдные, чешуевидные, верхние веточки очень узкие, плоские, игольчатые, собранные в кластеры по 3. Цветки пазушные, поникшие, колоколообразные, жёлто-зелёные. Плод — ярко-красная ягода. Умеренно солеустойчив.

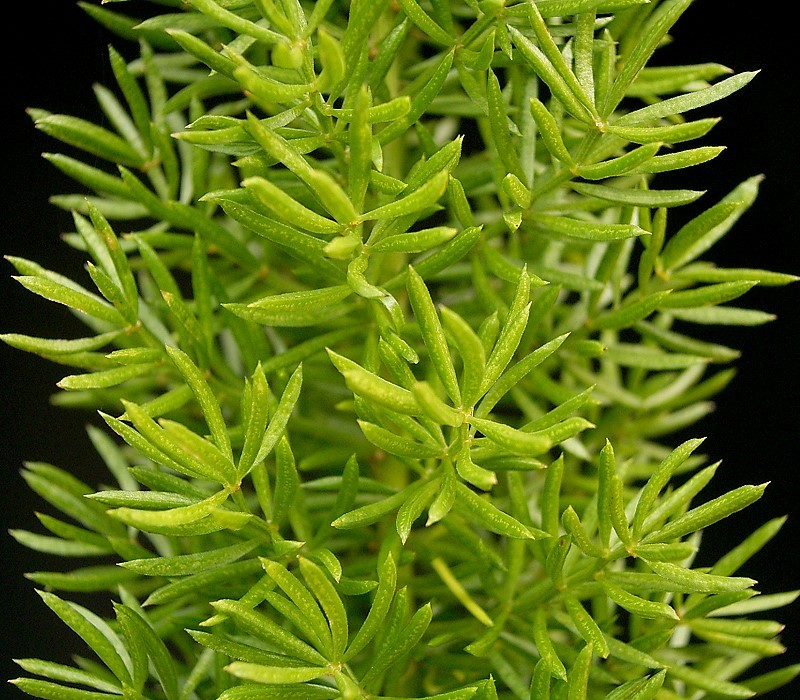
Листья
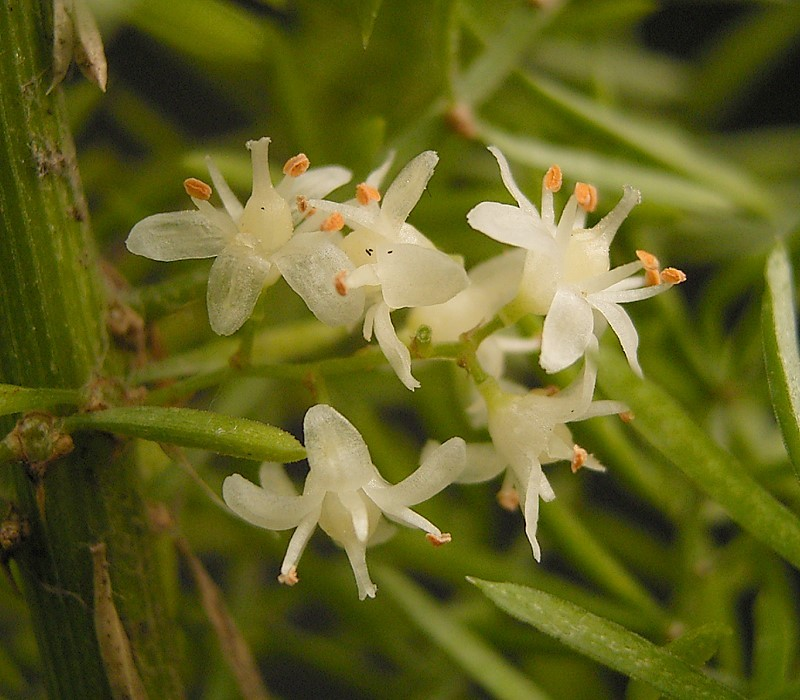
Цветки
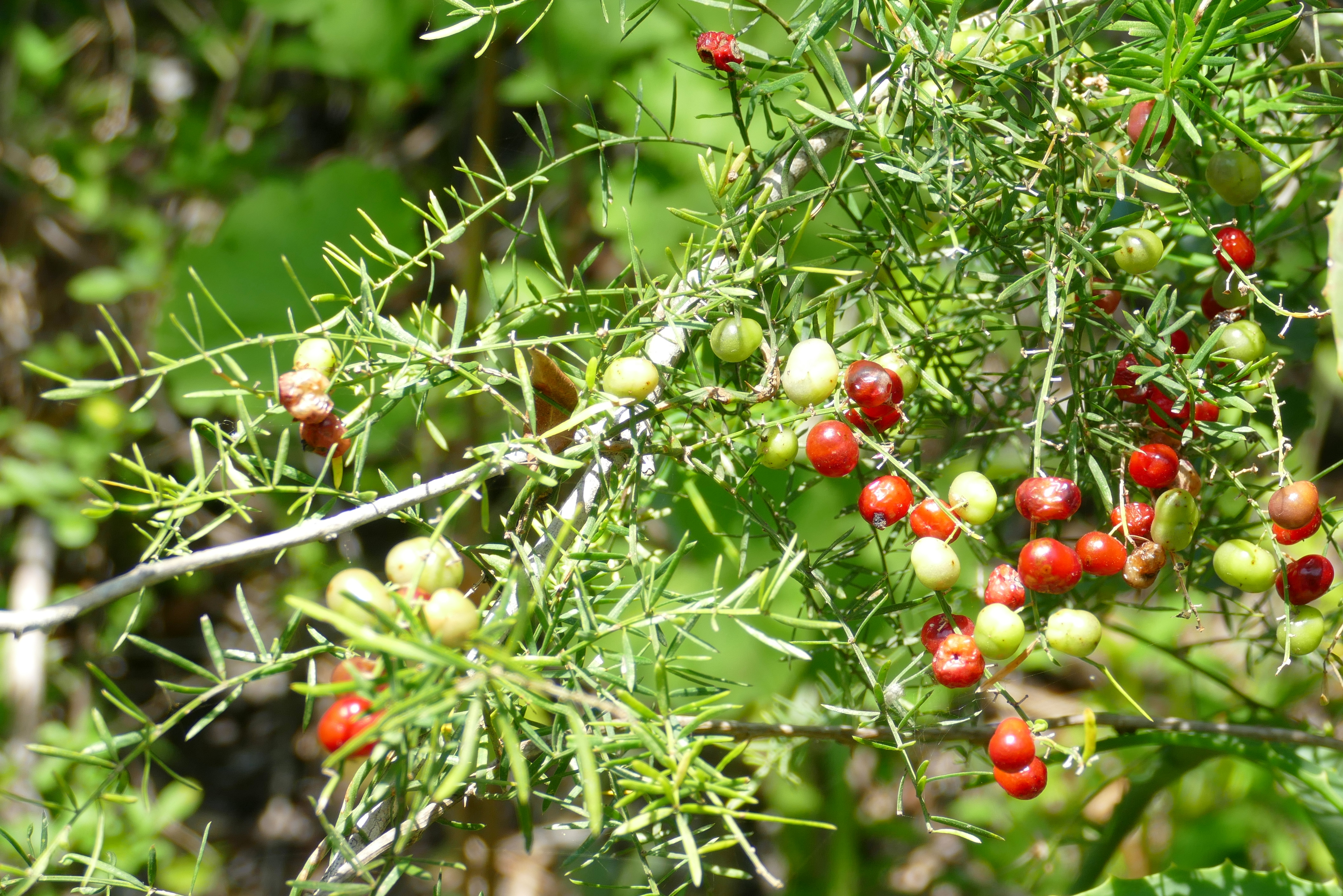
Ягоды

## Таксономия
Спаржа густоцветковая входит в группу родственных африканских видов спаржи, включая Asparagus aethiopicus (спаржа Шпренгера), Asparagus confertus и Asparagus krebsianus.
Часто A. densiflorus путали с A. aethiopicus, который сейчас рассматривается как отдельный вид.

## Культивирование

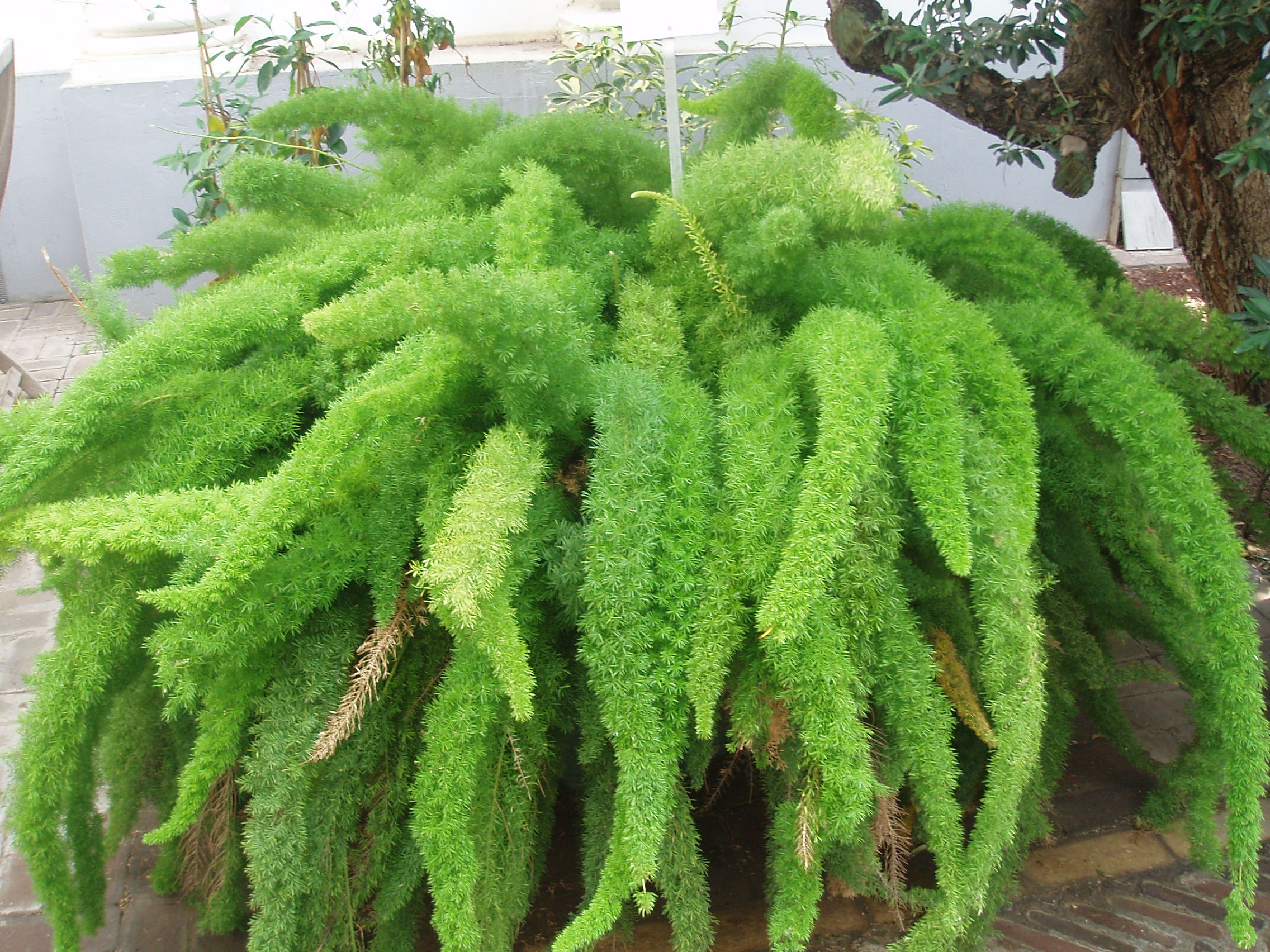
Спаржа густоцветковая, сорт 'Myersii'

Поскольку этот вид не переносит морозов, в регионах с умеренным климатом спаржу густоцветковую обычно выращивают под стеклом. Выведено большое количество сортов, из которых компактная форма 'Myersii' была удостоена награды Award of Garden Merit от Королевского садоводческого общества.
Комнатный травянистый кустарник до 1 м, от плотного и компактного до широкого и раскидистого. Предпочитает регулярный полив весной-осенью и более редкий зимой. Плохо переносит высокую интенсивность света, прямой солнечный свет; постоянно влажную почву. Выращивается из-за изящной перистой, папоротникововидной листвы. Используется в цветочных композициях, в подвесных корзинах и как почвопокровное растение в помещениях.